# To the beginning
《to the beginning》是Kalafina的第10張單曲。由SME Records於2012年4月18日發行。

## 概要
此為Kalafina繼前作「Magia」發售約1年2個月後，2012年的第一張單曲。此單曲分別發行了通常盤、初回限定盤A、B及動畫盤4個版本。初回限定盤A及B分別附有「to the beginning」真人PV的DVD及藍光光碟，動畫盤收錄的影像則是由真人PV及動畫「Fate/Zero」片段剪輯而成。

## 收錄曲
（全作詞・作曲・編曲：梶浦由記）

### 初回生産限定盤、通常盤
1. to the beginning [4:16]
  - 電視動畫《Fate/Zero》第2期片頭曲
2. 満天 [5:15]
  - 電視動畫《Fate/Zero》第18，19話片尾曲
3. to the beginning 〜instrumental〜

DVD（初回限定盤）
1. to the beginning Music Clip

### 期間限定盤（動畫盤）
1. to the beginning
2. 満天
3. to the beginning -TV size- [1:30]

DVD
1. to the beginning Music Clip

## 相關項目
- Fate/Zero

## 資料來源
1. ↑  .   [2012-05-01]. （原始内容存档于2013-04-16）.
2. ↑  . www.sonymusic.co.jp.   [2012-04-19]. （原始内容存档于2012-02-10）.

## 外部連結
- （日語）日本索尼音樂娛樂介紹頁
  - 初回限定盤A
  - 初回限定盤B
  - 通常盤
  - 期間限定盤